# Lost Highway (musikalbum)
Lost Highway är ett musikalbum av Bon Jovi som släpptes 2007. 
På albumet har gruppens rocksound blandats med countryinfluenser. Det gästas av countryartisterna Big & Rich ("We Got It Going On") och LeAnn Rimes ("Till We Ain't Strangers Anymore").
Albumet blev etta på  Billboard 200. Det nominerades för en Grammy 2008 i kategorin "Bästa popalbum". 
Singlar från skivan är "(You Want To) Make a Memory", "Lost Highway", "Till We Ain't Strangers Anymore", "Summertime" och "Whole Lot Of Leavin".

## Låtlista
1. "Lost Highway" (Jon Bon Jovi, Richie Sambora, John Shanks) - 4:14
2. "Summertime" (Jon Bon Jovi, Sambora, Shanks) - 3:19
3. "(You Want To) Make a Memory" (Jon Bon Jovi, Sambora, Desmond Child) - 4:38
4. "Whole Lot of Leavin'" (Jon Bon Jovi, Shanks) - 4:18
5. "We Got It Going On" (Jon Bon Jovi, Sambora, Big & Rich) - 4:13
6. "Any Other Day" (Jon Bon Jovi, Sambora, Gordie Sampson) - 4:04
7. "Seat Next to You" (Jon Bon Jovi, Sambora, Hillary Lindsey) - 4:23
8. "Everybody's Broken" (Jon Bon Jovi, Billy Falcon) - 4:13
9. "Till We Ain't Strangers Anymore" med LeAnn Rimes (Jon Bon Jovi, Sambora, Brett James) - 4:45
10. "The Last Night" (Jon Bon Jovi, Sambora, Shanks) - 3:33
11. "One Step Closer" (Jon Bon Jovi, Sambora, Shanks) - 3:38
12. "I Love This Town" (Jon Bon Jovi, Sambora, Falcon) - 4:38

## Medverkande
Bon Jovi
- Jon Bon Jovi - sång och bakgrundssång
- Richie Sambora - gitarr, bakgrundssång och voicebox
- David Bryan - keyboard
- Tico Torres - trummor och slagverk

Inyrda musiker
- Huey McDonald - bas
- Dan Chase - pedal steel guitar
- Johnatan Yudkin - keybord, stråkarrangemang på "We Got It Goin On".
- Dan Dugmore - fiol
- Steve Nathan - pedal steel guitar, mandolin, steel guitar
- John Cathings - piano
- Eric Darken - cello
- Paul Franklin - slagverk
- Carl Gorodetzky - steel guitar
- Pam Sixfin - fiol
- Kris Wilkinson - fiol
- Carole Rabinowitz - fiol
- Charlie Judge - cello
- Kurt Johnston - synth
- Hillary Lindsey - bakgrundssång
- Leann Rimes - sång på "Till We Aint Strangers Anymore"
- Big & Rich - sång på "We Got It Goin On"